# Michael McGoldrick
Michael McGoldrick toca la flauta y la flauta irlandesa grave. Nació en 1971 de padres irlandeses en Mánchester, Reino Unido y es considerado como uno de los mejores flautistas vivientes en el campo de la música irlandesa. También toca la gaita irlandesa.

## Bandas
Ha sido miembro de varias bandas influyentes y es muy demandado como músico invitado. En 1994 ganó el premio de la BBC a la Tradición Joven, y en 2001 el de Instrumentista del año en los premios de folclore de la BBC Radio 2.
McGoldrick fue miembro fundador de una banda de rock celta, los Toss the Feathers cuando aún estaba en la escuela. También participó en la Fleadhanna con Dezi Donnelly y John Kelly. Hizo apariciones en varios festivales locales y nacionales y ha desarrollado talleres de flauta/flauta irlandesa en el Festival Folclórico de Cambridge y para Folworks en su gira de conciertos "Flutopía".
McGoldrick formó la banda Fluke!(más tarde renominada Flook) con Brian Finnegan y Sarah Allen en noviembre de 1995. Tras una gira la abandonó para perseguir otros proyectos. Fue uno de los primeros miembros de Lúnasa y tocó en sus dos primeros álbumes.
Se unió a Capercaillie en 1997, ha tocado regularmente para el Afro-Celt Sound System y para la banda de Kate Rusby y ahora tiene su propia Banda de Michael McGoldrick.
Ha grabado cinco álbumes en solitario: Morning Rory (1996), Fused (2000), Wired (2005), Aurora (2008) y Arc (2018). Estos discos se caracterizan por la fusión de la música irlandesa con otros géneros musicales como el jazz y la formación poco convencional del grupo que lo acompaña. En general todos sus discos cuentan con una gran cantidad de invitados muy reconocidos en el mundo de la música irlandesa. 
Su álbum At First Light (2002) con John McSherry (también ex-Lúnasa) lo retrotrajo a sus raíces musicales, como así también los discos grabados con la acordeonista irlandesa Sharon Shannon y otros músicos como Dezy Donnelly, Jim Murray y Frankie Gavin: Tunes (2005), Upside down (2006) y Renegade (2007).
En 2009 participó en la grabación del disco Get Lucky de Mark Knopfler. Éste quedó tan impresionado con su talento que lo fichó para la gira de dicho álbum, que se extendió hasta verano del 2010.
En 2012 realizó una gira con John Doyle y John McCusker, cristalizada en el álbum Live. El trío, que continuó haciendo conciertos y giras en conjunto, lanzó dos discos más: The Wishing Tree (2018) y The Reed that Bends the Storm (2020).

## Álbumes

### Solo/dúo
- Champions of the North (con Dezi Donnelly) - Magnetic Music MMRCD801 (1995)
- Morning Rory - Aughgrim Records AUGH01 (1996)
- Fused - Vertical Records VERTCD051 (2000)
- At First Light (con John McSherry) - Vertical Records VERTCD061 (2001)
- Wired - Vertical Records VERTCD074 (2005)
- Aurora - Vertical Records VERTCD090 (2010)

### Como miembro de una banda
- Flook! Live! (Flook) - Mini CD 9405 (1996)

- Live at the 32 Club (Toss the Feathers) - (1988)
- Rude Awakening (Toss the Feathers) - Magnetic Music MMMRCD301 (1993)
- Columbus Eclipse (Toss the Feathers) - Magnetic Music MMMRCD401 (1989 & 1993)
- Awakening (Toss the Feathers) - (1991)
- TTF'94 Live (Toss the Feathers) - (1994)
- The Next Round (Toss the Feathers) - Magnetic Music MMMRCD1004 (1995)

- Many Happy Returns (Arcady) - Dara Records DARACD080 (1995)

- Beautiful Wasteland (Capercaillie)
- Nàdurra (Capercaillie)

- Lúnasa (Lúnasa) (1997)
- Otherworld (Lúnasa) - Green Linnet GLCD1200 (1999)

- Hourglass (Kate Rusby) - Pure Records PRCD02 (1997)
- Sleepless (Kate Rusby) - Pure Records PRCD06 (1999)
- Little Lights (Kate Rusby) - Pure Records PRCD07 (2001)

- Sharon Shannon, Frankie Gavin, Michael McGoldrick, Jim Murray - Tunes (2005)

### Como artista invitado
- 1 Douar (Alan Stivell) (1998)
- Volume One – The Source (Big Sky) (1999)
- Volume Two – Release (Afro-Celt Sound System) (1999)
- identités (Idir)
- Seal Maiden (Karan Casey)
- Yella Hoose (John McCusker) (2000)
- Get Lucky (2009), de Mark Knopfler.